# Stazione di Fosciandora-Ceserana
La stazione di Fosciandora-Ceserana è una fermata ferroviaria posta sulla linea Aulla-Lucca. Serve il territorio comunale di Fosciandora, e in particolare la frazione di Ceserana.

## Storia
Nel 2002 la fermata risultava impresenziata insieme ad altri 25 impianti situati sulla linea.

## Strutture e impianti
L'impianto dispone di un fabbricato viaggiatori, di un fabbricato adibito ai servizi igienici e di una banchina, che serve l'unico binario di corsa, per il servizio viaggiatori. Si può accedere alla banchina attraverso un passaggio posto ad ovest nelle immediate vicinanze del fabbricato viaggiatori. Ad ovest del fabbricato viaggiatori vi è un passaggio a livello con barriere.

## Movimento
La stazione è servita dalle relazioni regionali Trenitalia svolte nell'ambito dei contratti di servizio stipulati con la  Regione Toscana denominati anche "Memorario".

## Servizi
La stazione dispone di:
- Servizi igienici